# Константинос Досиос
Константинос Досиос или Досьос (на гръцки: Κωνσταντίνος Δόσιος) е гръцки юрист, политик, общественик и преводач от XIX век.

## Биография
Досиос е роден в 1810 или в 1820 година в кожанското гръцко-влашко село Влашка Блаца, тогава в Османската империя. Още от малък, вероятно избягвайки терора на Али паша Янински, заминава за Трансилвания. Там завършва немска гимназия и след това учи право в Хайделбергския университет и в Мюнхенския университет, а след това политически науки в Париж. В 1834 година, след пристигането на крал Отон I Гръцки, Досиос заминава за новата гръцка държава, където работи като помощник в министерството на финансите, докладчик в Държавния съвет и съветник във вътрешното министерство. Досиос има голям принос за развитието на законодателството в новата държава. Още преди основаването на Атинския университет, Диосиос преподава безплатно в Атинската гимназия и у дома си.
Досиос е горещ поддръжник на великата идея, като вижда реализацията ѝ в едновременен бунт на всички васали срещу Високата порта. Затова влиза в контакти с Мохамед Али паша Египетски в 1841 година, но плановете му са провалени от крал Отон. Досиос влиза в конфликт с краля и участва в преврата от 3 септември 1843 година. В 1854 година Досиос анонимно публикува изследване на Източния въпрос под името „Елинизъм или русизъм“ (Ελληνισμός ή Ρωσισμός), в което излага опасностите за елинизма от действията на руската политика. Съавтор на книгата е свещеник Теоклит Фармакидис, един от инициаторите за създаването на църква на Гърция, независима от Вселенската патриаршия.
През 1862 година Досиос е избран за депутат от Атика и е министър на образованието в правителството на Зиновиос Валвис от 12 февруари до 27 март 1863 година. На Първото национално събрание (1863 - 1864) е избран за представител на македонците. През 1868 година публикува протест против избирателния кодекс. Той е между основните основатели на Асоциацията за разпространение на гръцкия език и Етерията на приятелите на народа. Превежда „Лара“, „Манфред“ и „Корсарят“ на Джордж Байрон. През 1857 година публикува „Гяур“ на Байрон, преведена от жена му Екатерини Маврокордато, починала през 1856 година. Много от ръкописите му изгарят при пожар в библиотеката му.
Константинос Досиос умира на 14 юни 1871 година като оставя 63 000 драхми за благотворителни цели.
Негови синове са икономистът Аристидис Досиос (1844 - 1881), опитал се да убие кралица Амалия в 1861 година, и химикът Леандрос Досиос (1846 - 1883).